# Economia da paz
A economia dos estudos da paz é um setor articulado com a economia das guerras e se sustenta no croqui das instituições políticas, econômicas e culturais da sociedade e suas políticas e ações participativas com o objetivo de prevenir, reduzir ou solucionar conflitos graves dentro e entre as sociedades. Este conflito violento pode ser de qualquer tipo e pode envolver violência latente ou violência real.  Reconhecendo o custo da violência, a economia da paz enfoca os benefícios da (re)-construção de sociedades     com o objetivo de alcançar uma paz irreversível e estável.  Junto com abordagens extraídas de outras áreas de estudos, a economia da paz faz parte da ciência da paz, uma parte em evolução dos estudos de paz e conflito.  Um dos casos de uso da economia da paz que começou a ser explicativa da realidade desde a Guerra Fria é a justificativa por parte dos economistas por exemplo do fato da infra-estrutura petroleira não ter sido destruída na Venezuela, pois o país não apoia o terrorismo. Existe um consenso que a guerra estimula a corrupção desde os tempos da Guerra Fria além de fazer mal a economia em um cômputo geral como uma aplicação do falácia da janela quebrada e intensificação da desigualdade sociorracial por exemplo na queda do Império Romano, sabendo-se disso pelo menos desde a época de Adam Smith ou a cerca de 2500 anos antes de 2001. Por exemplo, sabe-se que a guerra ao terror é mais cara do que a Segunda Guerra Mundial, além de ser a mais cara da história dos Estados Unidos mas o estímulo econômico não funcionou, gerando desperdício de recursos naturais, morte de mão de obra qualificada, morte de potenciais consumidores, aumento da desigualdade social ao nível de ser uma das maiores entre as civilizações da história humana, aumento da dívida, aumento dos impostos, aumento da inflação, aumento dos juros, aumento da insegurança dentre outros malefícios para a economia inclusive segundo autores como Glenn Greenwald e Paul Krugman.
Preste atenção: apesar das sobreposições, a economia da paz é diferente da economia da guerra, militar, de defesa e segurança, 
A economia da paz também foi definida como "o uso da economia para compreender as causas e os efeitos dos conflitos violentos no sistema internacional e as formas como os conflitos podem ser evitados, administrados ou resolvidos".  Isso restringe o assunto à esfera internacional e deixa de fora o estudo da paz em si. Walter Isard define economia da paz como "geralmente preocupada com: (1) resolução, gestão ou redução de conflitos na esfera econômica, ou entre unidades que se comportam em sua atividade econômica; (2) o uso de medidas econômicas e políticas para lidar com e controlar conflitos econômicos ou não; e (3) o impacto do conflito no comportamento econômico e no bem-estar das empresas, organizações de consumidores, governo e sociedade." A noção de violência está ausente e a própria paz não é estudada, mas o nível de análise pode ser diferente do conflito entre Estados. Em um contexto restrito ao comércio internacional, outro autor escreve que "A economia da paz estuda maneiras de erradicar e ter o controle do conflito, bem como avaliar o impacto do conflito na sociedade".  A noção de violência não é explícita e os benefícios da paz são vistos apenas na medida em que a redução do conflito pode melhorar as oportunidades de expansão do comércio global. Outros fazem uma distinção entre atividades econômicas "produtivas" e "improdutivas" ou "apropriativas" como seu ponto de partida de análise na economia da paz.   
O Nobel de Economia Jan Tinbergen define economia da paz como "ciência econômica usada para [um propósito que] proíbe [a guerra] como um instrumento para resolver conflitos entre nações e [para organizar] o mundo de uma forma que a guerra seja punida".  A violência é respondida apenas no nível dos estadistas, não lidando com a guerra civil ou debilitando a violência criminal organizada ou individual. Em um trabalho relacionado, Tinbergen escreve sobre uma ordem mundial que inibiria a violência e permitiria a paz entre os estados. Em sua opinião, isso requer um "governo mundial",   um sentimento agora não comumente aceito entre os economistas. Todas essas definições de economia da paz compartilham a caracterização de Johan Galtung de paz negativa em oposição à paz positiva.

## Métodos, normas e contexto
Diversos economistas da paz são explícitos sobre o uso de um esquema explicativo particular a ser aplicado na economia da paz, por exemplo, a teoria da escolha racional.  Em contraste, a definição principal de economia da paz está aberta a uma variedade de abordagens. Praticamente todos os autores reconhecem que a economia da paz faz parte tanto da economia positiva quanto da economia normativa. 
Relativamente novo é o insight de que os sistemas sociais projetados para atingir certos objetivos (por exemplo, o sistema de aposentadoria ou pensão) implicam em uma arquitetura de escolha que pode permitir a persistência de sistemas sociais falidos ou falidos. Repare: da mesma forma, a arquitetura de escolha pode facilitar o (re)-projeto de instituições destinadas a garantir resultados sociais benéficos, como a paz. Trata-se de engenharia social aplicada ao problema da paz (engenharia da paz)  e se sobrepõe a ideias de design de mecanismo (teoria do jogo reverso) em que uma solução é estipulada a priori e a estrutura do jogo que traria o resultado desejado é inferido.

## Exemplos
O John Maynard Keynes disse que foi quem "criou" essa ideia aplicando isso ao comércio internacional. 

### Primeira Guerra Mundial e a Conferência de Paz de Paris
Ao se demitir da equipe do Tesouro do Reino Unido na Conferência de Paz de Paris em junho de 1919, John Maynard Keynes escreveu um pequeno livro. Publicado em 1920, The Economic Consequences of the Peace (As consequências econômicas da paz) apresenta a famosa argumentação de por que os Termos de Paz dos aliados a serem impostos à Alemanha eram física e financeiramente impossíveis de cumprir e como eles encorajariam a Alemanha a se levantar novamente. Prevendo uma Segunda Guerra Mundial que se aproxima, Keynes escreveu: "... se esta visão das nações e de sua relação umas com as outras (isto é, uma Paz Cartaginesa ) for adotada pelas democracias da Europa Ocidental e for financiada pelos Estados Unidos, o céu nos ajude a todos. Se visarmos deliberadamente o empobrecimento da Europa Central, a vingança, ouso prever, não coxeará. Nada pode então atrasar por muito tempo aquela guerra civil final entre as forças da Reação e as convulsões desesperadoras da Revolução, diante da qual os horrores da última guerra alemã se desvanecerão em nada e que destruirá, quem quer que seja o vencedor, a civilização e o progresso de nossa geração."

### Capitalismo e guerra, e capitalismo administrado
Na década de 1930, em meio à Grande Depressão e com a ascensão dos poderes fascistas, muitos socialistas ocidentais e pensadores liberais acreditavam que o capitalismo causava a guerra. No entanto, Keynes em sua Teoria Geral do Emprego, Juros e Dinheiro em 1936, argumentou que não precisava ser assim, e que a gestão do capitalismo ao longo das linhas que ele propôs para promover o alto emprego seria mais propício à paz do que o capitalismo laissez-faire. com o padrão ouro. Esta análise fundamentou sua abordagem durante a Segunda Guerra Mundial para a criação de instituições para a governança econômica internacional no mundo do pós-guerra. 

## Origens da União Europeia
Monnet mudou de curso e, junto com Paul Reuter, Bernard Clappier, Pierre Uri e Étienne Hirsch, foram elaborados planos que resultaram na Declaração de Schuman de 9 de maio de 1950, hoje comemorada como Dia da Europa ou Dia de Schuman. Robert Schuman, o estadista franco-alemão-luxemburguês, ministro francês das finanças, ministro dos Negócios Estrangeiros e duas vezes primeiro-ministro da França, imaginou, primeiro, um franco-alemão e, depois, uma partilha pan-europeia de carvão crucial e recursos de aço entre Itália, França, Alemanha, Bélgica, Holanda e Luxemburgo que tornariam a guerra futura "não apenas impensável, mas materialmente impossível". 

### Direções de pesquisa atuais
A guerra no nível interestadual diminuiu e, até certo ponto, o mesmo aconteceu com as enormes guerras civis que ocorreram no período imediato pós-Guerra Fria, especialmente na África nas décadas de 1990 e 2000. 
O Institute for Economics and Peace, um think tank com sede em Sydney, está "desenvolvendo métricas para analisar a paz e quantificar seu valor econômico. Ele faz isso desenvolvendo índices globais e nacionais, calculando o custo econômico da violência, analisando o risco em nível de país e entendendo a paz positiva."  Mais recentemente, há uma virada para as implicações locais das reformas econômicas em sociedades afetadas por conflitos, na tentativa de compreender como as economias de paz impactam o dia a dia. 